# Apátrida
Um apátrida é o indivíduo que não é titular de qualquer nacionalidade, ou seja, é uma pessoa que não é considerada nacional por qualquer Estado.
Esta condição ocorre, por exemplo, quando um Estado deixa de existir e não é substituído por nenhuma outra entidade ou o Estado ocupante não reconhece determinado grupo de pessoas como seus nacionais. São também apátridas as pessoas pertencentes a minorias étnicas nascidas no território de Estados cujas leis não atribuem nacionalidade a tais grupos. Podem ser apátridas, também, os indivíduos nascidos em Estados em que vigora o jus sanguinis e cujos pais são nacionais de países que só reconhecem o jus soli. Outras pessoas podem tornar-se apátridas ainda se submetidas à pena de banimento.
A partir de 1936, os judeus e cidadãos não germânicos na Alemanha passaram a ser reconhecidos como apátridas em decorrência ao Nazismo. Os bidunes do Kuwait são também considerados apátridas pelas autoridades do Estado.
É importante ressaltar que o direito à nacionalidade compõe a Declaração Universal dos Direitos Humanos, em seu Artigo XV, sendo a sua violação atentado à dignidade da pessoa humana.

## A Lei para os apátridas

### No Brasil
O Brasil está entre os poucos países do mundo e foi um dos pioneiros a ter em sua Lei o reconhecimento dos apátridas, a fim de proporcionar uma via legal para as pessoas finalmente obterem seus documentos como pertencentes a um país. Maha e Souad Mamo, que moram no Brasil há quatro anos como refugiadas, são as primeiros apátridas reconhecidas pelo Estado brasileiro após a nova Lei de Migração (Lei nº 13 445), que entrou em vigor em 2017. A nova Lei de Migração prevê medidas de proteção para apátridas, facilitando as garantias de inclusão social e naturalização simplificada para cidadãos sem pátria. A legislação segue as convenções internacionais de respeito aos apátridas e busca reduzir o número de pessoas nessa situação, dando o direito de solicitar a nacionalidade. O diferencial da legislação brasileira é que, embora geralmente em outros países seja oferecido ao apátrida acesso a direitos básicos como educação e saúde, em seus documentos eles ainda são reconhecidos como apátridas com uma autorização de residência, no entanto, o Brasil oferece a naturalização, que significa que essas pessoas podem ser, por todos os efeitos, brasileiros. Se os apátridas não quiserem solicitar a naturalização imediata, eles terão concedido pelo menos residência definitiva no país.

## Organizações

### Alto Comissariado das Nações Unidas para os Refugiados

#### Mandato sobre apatridia
As responsabilidades do ACNUR foram inicialmente limitadas a pessoas apátridas que eram refugiados, conforme estabelecido no Parágrafo 6(A)(II) de seu estatuto e no Artigo 1(A)(2) da Convenção de 1951 Relativa ao Estatuto dos Refugiados. Elas foram expandidas após a adoção da Convenção de 1954 Relativa ao Estatuto dos Apátridas e da Convenção de 1961 sobre a Redução da Apatridia. As Resoluções da Assembleia Geral 3274 (XXIV) e 31/36 designaram o ACNUR como o órgão responsável por examinar os casos de pessoas que reivindicavam o benefício da convenção de 1961 e assistir tais pessoas na apresentação de suas reivindicações às autoridades nacionais apropriadas. Posteriormente, a Assembleia Geral das Nações Unidas conferiu ao ACNUR um mandato global para a identificação, prevenção e redução da apatridia e para a proteção internacional de pessoas apátridas. Este mandato continuou a evoluir conforme a Assembleia Geral endossou as conclusões do Comitê Executivo do ACNUR, notavelmente a Conclusão do Comitê Executivo nº 106 de 2006 sobre a "identificação, prevenção e redução da apatridia e proteção de pessoas apátridas".

#### Campanha global para acabar com a apatridia
O ACNUR lançou uma campanha global em 4 de novembro de 2014, para acabar com a apatridia em 10 anos.
Como parte da campanha, publicou um relatório especial fornecendo uma visão abrangente da apatridia e mergulhando no impacto humano do fenômeno. Também publicou uma carta aberta dirigida aos estados, exortando-os a tomar ação. Além do Alto Comissário do ACNUR António Guterres, a carta foi assinada por Angelina Jolie, uma enviada especial do ACNUR; Surin Pitsuwan, ex-secretário-geral da ASEAN; Shirin Ebadi, laureada com o Prêmio Nobel da Paz; Arcebispo Emérito Desmond Tutu; Barbara Hendricks, embaixadora honorária vitalícia de boa vontade do ACNUR; Madeleine Albright, ex-secretária de estado dos EUA; Carla Del Ponte, ex-promotora-chefe de dois tribunais criminais internacionais da ONU; Zeid Ra'ad Al Hussein e Louise Arbour, ex-altos comissários da ONU para os direitos humanos; e Dame Rosalyn Higgins, ex-presidente da Corte Internacional de Justiça, entre outros.
Além disso, um "plano de ação global para acabar com a apatridia" foi lançado após consulta com estados, sociedade civil e organizações internacionais. Ele estabelece uma estrutura orientadora de 10 ações que precisam ser tomadas para acabar com a apatridia até 2024.
O plano inclui ações para:
- resolver situações existentes de apatridia;
- prevenir novos casos de apatridia de emergir; e
- identificar melhor e proteger pessoas apátridas.

As 10 ações são:
- Ação 1: Resolver situações principais existentes de apatridia.
- Ação 2: Garantir que nenhuma criança nasça apátrida.
- Ação 3: Remover discriminação de gênero das leis de nacionalidade.
- Ação 4: Prevenir negação, perda ou privação de nacionalidade por motivos discriminatórios.
- Ação 5: Prevenir apatridia em casos de sucessão de estado.
- Ação 6: Conceder status de proteção a migrantes apátridas e facilitar sua naturalização.
- Ação 7: Garantir registro de nascimento para a prevenção da apatridia.
- Ação 8: Emitir documentação de nacionalidade para aqueles com direito a ela.
- Ação 9: Aderir às convenções da ONU sobre apatridia.
- Ação 10: Melhorar dados quantitativos e qualitativos sobre populações apátridas.

### Organização Internacional de Pessoas Apátridas
Em março de 2012, a Organização Internacional de Pessoas Apátridas (ISPO), uma organização não governamental internacional, foi fundada pelo Dr. Fernando Macolor Cruz, um príncipe tribal e instrutor de história e ciência política na Universidade Estadual de Palawan nas Filipinas. Ela visa fornecer representação institucional a pessoas apátridas em todo o mundo através de uma rede de profissionais voluntários de direitos humanos que atuam como representantes do país.

### Instituto sobre Apatridia e Inclusão
O Instituto sobre Apatridia e Inclusão (ISI), é a primeira e única organização da sociedade civil dedicada a promover o direito a uma nacionalidade e os direitos de pessoas apátridas globalmente. Trabalha com parceiros ao redor do mundo para promover o direito igual de todos a uma nacionalidade e os direitos humanos de todas as pessoas apátridas, enquanto apoia pessoas apátridas em seus esforços para alcançar mudanças significativas. O ISI trabalha para fortalecer a resiliência, liderança, colaboração e recursos de iniciativas lideradas por apátridas e garantindo que aqueles impactados pela apatridia liderem e sejam centralizados nos esforços para abordar a apatridia. Serve como incubadora do Movimento Global Contra a Apatridia e como membro ativo do grupo diretor do Fundo Global de Apatridia. O ISI ajuda a conectar e facilitar o intercâmbio entre indivíduos e grupos trabalhando na questão, incluindo como convocador de programas regulares de aprendizagem e das Conferências Mundiais sobre Apatridia. O ISI também contribui para fortalecer a base de evidências para ação e facilitando o compartilhamento de informações e conhecimento, incluindo reportando sobre desenvolvimentos e oportunidades em seu Boletim Mensal e curando a plataforma de conhecimento online StatelessHub. Desempenha um papel de ponte entre diferentes partes interessadas – incluindo apoiando o engajamento da sociedade civil com mecanismos de direitos humanos da ONU, como co-convocador da única revista dedicada mundialmente sobre apatridia, a Revisão de Apatridia e Cidadania, e fazendo conexões com atores-chave trabalhando em questões interseccionais. O ISI está estabelecido como uma fundação holandesa ('stichting') e tem dois escritórios: em Roterdã e Londres.

### Rede Europeia sobre Apatridia
A Rede Europeia sobre Apatridia, uma aliança da sociedade civil, foi estabelecida para abordar o problema de 600 000 pessoas apátridas na Europa e para atuar como um órgão coordenador e recurso especializado para organizações em toda a Europa que trabalham com ou entram em contato com pessoas apátridas.

## Apátridas célebres
- Albert Einstein
- Anne Frank
- Daniel Cohn-Bendit
- Elie Wiesel
- Elke Maravilha
- Friedrich Nietzsche
- Mikheil Saakashvili[21]
- Karl Marx
- Miriam Makeba
- Osama bin Laden
- Edward Snowden
- Hannah Arendt
- Hamza bin Laden